# 希斯塔斯普 (薛西斯之子)
希斯塔斯普（Hystaspes）是阿契美尼德王朝薛西斯一世的次子。在大臣阿尔塔巴恩杀死薛西斯之后，希斯塔斯普的弟弟登基，即阿爾塔薛西斯一世 根据狄奧多羅斯的记载，希斯塔斯普当时是巴克特里亞总督；而克特西亚斯的版本记载，巴克特里亚总督阿尔塔巴恩（总督）发动了叛乱。或许，实际领导叛乱的正是希斯塔斯普。
据说，希斯塔斯普被阿尔塔薛西斯杀死。